# Persone di nome Anton/Calciatori
| Questa pagina contiene informazioni ricavate automaticamente dalle voci biografiche con l'ausilio del template Bio e di un bot. L'aggiornamento è periodico e automatico e ricostruisce completamente la pagina. Se manca una persona in questa lista, sei pregato di non aggiungerla, ma accertati piuttosto che la sua voce biografica contenga il template Bio e che i dati anagrafici siano correttamente compilati. Se il template Bio manca, inseriscilo tu stesso o, in alternativa, metti l'avviso {{tmp\|Bio}} che ne segnala la mancanza. Se i dati riportati sono sbagliati, correggi direttamente la voce biografica; le modifiche saranno visibili in questa lista entro pochi giorni. Per chiarimenti vedi il progetto antroponimi. La lista contiene solo le 95 persone che sono citate nell'enciclopedia e per le quali è stato implementato correttamente il template Bio. Pagina aggiornata al 22 lug 2025. |

Questa è una lista di persone presenti nell'enciclopedia che hanno il nome Anton e sono calciatori.

## A(3)
- Anton Allemann, calciatore svizzero (Soletta, n. 1936 - Klosters-Serneus, † 2008)
- Anton Amel'čanka, ex calciatore bielorusso (Homel', n. 1985)
- Anton Archipov, ex calciatore russo (Mosca, n. 1985)

## B(7)
- Anton Beleš, calciatore slovacco (n. 1920 - † 1992)
- Anton Belov, calciatore russo (Saratov, n. 1996)
- Anton Bilek, calciatore austriaco (Floridsdorf, n. 1903 - Vienna, † 1991)
- Anton Bobër, ex calciatore russo (Naberežnye Čelny, n. 1982)
- Anton Bratkov, calciatore ucraino (Kropyvnyc'kyj, n. 1993)
- Anton Bubnoŭ, ex calciatore bielorusso (Slonim, n. 1988)
- Anton Bíly, calciatore cecoslovacco (n. 1931 - † 2009)

## C(2)
- Anton Camilleri, ex calciatore maltese (n. 1943)
- Anton Carenko, calciatore ucraino (Popivka, n. 2004)

## D(1)
- Anton Doboș, ex calciatore rumeno (Sărmașu, n. 1965)

## E(1)
- Anton Eriksson, calciatore svedese (Umeå, n. 2000)

## F(4)
- Anton Ferdinand, ex calciatore inglese (Londra, n. 1985)
- Anton Fink, calciatore tedesco (Dachau, n. 1987)
- Anton Flešár, calciatore cecoslovacco (Stropkov, n. 1944 - Košice, † 2024)
- Toni Fritsch, calciatore e giocatore di football americano austriaco (Petronell, n. 1945 - Vienna, † 2005)

## G(2)
- Anton Gaaei, calciatore danese (Viborg, n. 2002)
- Anton Grigor'ev, ex calciatore russo (Mosca, n. 1985)

## H(1)
- Anton Haberstock, calciatore svizzero (n. 1887 - † 1933)

## J(3)
- Anton Janda, calciatore austriaco (n. 1904 - † 1985)
- Anton Jongsma, ex calciatore olandese (Utrecht, n. 1983)
- Anton Salétros, calciatore svedese (Stoccolma, n. 1996)

## K(16)
- Anton Kade, calciatore tedesco (Berlino, n. 2004)
- Anton Kaniboloc'kyj, ex calciatore ucraino (Kiev, n. 1988)
- Anton Karačanakov, calciatore bulgaro (Novo Delčevo, n. 1992)
- Anton Kavaleŭski, ex calciatore tedesco (Magdeburgo, n. 1986)
- Anton Kilin, calciatore russo (Iževsk, n. 1990)
- Anton Kobjalko, calciatore russo (Barnaul, n. 1986)
- Anton Kopčan, calciatore cecoslovacco (n. 1929 - † 2001)
- Anton Kočenkov, ex calciatore russo (Biškek, n. 1987)
- Anton Kralj, calciatore svedese (Malmö, n. 1998)
- Anton Kravčenko, calciatore ucraino (Dnipropetrovs'k, n. 1991)
- Anton Krenn, calciatore austriaco (Vienna, n. 1911 - Vienna, † 1993)
- Anton Kress, calciatore tedesco (n. 1899 - † 1957)
- Anton Krešić, calciatore croato (Dieburg, n. 1996)
- Anton Kryvocjuk, calciatore ucraino (Kiev, n. 1998)
- Anton Krásnohorský, calciatore cecoslovacco (Rohožník, n. 1925 - † 1988)
- Anton Kugler, calciatore tedesco (Norimberga, n. 1898 - † 1962)

## L(4)
- Anton Lans, calciatore svedese (Lidköping, n. 1991)
- Anton Liljenbäck, calciatore svedese (n. 1995)
- Anton Løkkeberg, calciatore norvegese (n. 1927 - † 1985)
- Anton Logi Lúðvíksson, calciatore islandese (n. 2003)

## M(8)
- Anton Maglica, calciatore croato (Brčko, n. 1991)
- Anton Makurin, calciatore russo (Tomsk, n. 1994)
- Anton Matković, calciatore croato (Slavonski Brod, n. 2006)
- Anton Milkov, calciatore bulgaro (n. 1954 - † 1979)
- Anton Mirančuk, calciatore russo (Slavjansk-na-Kubani, n. 1995)
- Anton Miterev, calciatore russo (Tomsk, n. 1996)
- Anton Mitrjuškin, calciatore russo (Krasnojarsk, n. 1996)
- Anton Moravčík, calciatore cecoslovacco (Komárno, n. 1931 - † 1996)

## N(1)
- Anton Nedjalkov, calciatore bulgaro (Loveč, n. 1993)

## O(1)
- Anton Ondruš, ex calciatore cecoslovacco (Solčany, n. 1950)

## P(8)
- Anton Pauschenwein, ex calciatore austriaco (Eisenstadt, n. 1981)
- Anton Pažický, calciatore slovacco (n. 1919 - † 1967)
- Anton Pichler, ex calciatore austriaco (Weiz, n. 1955)
- Anton Pierre, ex calciatore trinidadiano (Port of Spain, n. 1977)
- Anton Piskunov, calciatore russo (Suzemka, n. 1989)
- Anton Ploderer, calciatore e allenatore di calcio austriaco (n. 1924 - † 1985)
- Anton Postupalenko, ex calciatore ucraino (Charkiv, n. 1988)
- Anton Pucila, ex calciatore bielorusso (Orša, n. 1987)

## R(1)
- Tim Rönning, calciatore svedese (Kilafors, n. 1999)

## S(10)
- Anton Sacharov, ex calciatore russo (Volgograd, n. 1982)
- Anton Saroka, ex calciatore bielorusso (Minsk, n. 1992)
- Anton Schall, calciatore e allenatore di calcio austriaco (Vienna, n. 1907 - Basilea, † 1947)
- Anton Schnyder, calciatore svizzero (Soletta, n. 1936 - Muttenz, † 2023)
- Anton Sealey, calciatore bahamense (Nassau, n. 1991)
- Anton Sigurðsson, calciatore islandese (n. 1919 - † 1988)
- Anton Sloboda, calciatore slovacco (Považská Bystrica, n. 1987)
- Anton Sosnin, ex calciatore russo (Leningrado, n. 1990)
- Anton Stach, calciatore tedesco (Buchholz in der Nordheide, n. 1998)
- Anton Suchý, ex calciatore slovacco (n. 1972)

## T(6)
- Anton Tanghe, calciatore belga (n. 1999)
- Ciprian Tătărușanu, ex calciatore rumeno (Bucarest, n. 1986)
- Anton Terechov, calciatore russo (Surgut, n. 1998)
- Anton Tinnerholm, ex calciatore svedese (Linköping, n. 1991)
- Anton Tsirin, calciatore kazako (Tashkent, n. 1987)
- Toni Turek, calciatore tedesco (Duisburg, n. 1919 - Neuss, † 1984)

## U(1)
- Anton Ujváry, calciatore slovacco (n. 1913 - † 1942)

## W(4)
- Anton Walkes, calciatore inglese (Londra, n. 1997 - Miami, † 2023)
- Anton Wede, ex calciatore svedese (Fagersta, n. 1990)
- Anton Wegscheider, calciatore austriaco (Vienna, n. 1889 - † 1916)
- Anton Weissenbacher, ex calciatore rumeno (Baia Mare, n. 1965)

## Z(3)
- Anton Zabolotnyj, calciatore russo (Aizpute, n. 1991)
- Anton Zemljanuchin, calciatore kirghiso (Kant, n. 1988)
- Anton Zin'kovskij, calciatore russo (Novorossijsk, n. 1996)

## Ç(1)
- Anton Çïçwlïn, ex calciatore kazako (Astana, n. 1984)

## Č(1)
- Anton Čyčkan, calciatore bielorusso (Minsk, n. 1995)

## Š(6)
- Anton Šramčanka, calciatore bielorusso (n. 1993)
- Anton Šunin, ex calciatore russo (Mosca, n. 1987)
- Anton Šynder, calciatore ucraino (Sumy, n. 1987)
- Anton Šendrik, calciatore ucraino (Sinferopoli, n. 1986)
- Anton Šoch, calciatore e allenatore di calcio kazako (Džambul, n. 1960 - Öskemen, † 2009)
- Anton Švec, calciatore ucraino (Heničes'k, n. 1993)